# Michaela
Michaela (hébreu מיכאלה) est un prénom féminin. C'est une forme féminine du prénom hébreu Michael (מִיכָאֵל), qui signifie « Qui est comme Dieu ». Il est fêté le 29 septembre. 

## Personnalités portant ce nom
- Michaela Coel (née en 1987), actrice britannique.
- Michaela Conlin (née en 1978), actrice américaine.
- Michaela DePrince (1995-2024), ballerine sierra-léonaise.
- Michaela Fichtnerova (née en 1986), actrice tchèque.
- Michaela May (née en 1952), actrice allemande.
- Michaela McManus (née en 1983), actrice américaine.
- Michela Pace (née en 2001), chanteuse maltaise.
- Pour l'ensemble des articles sur les personnes portant ce prénom, consulter :
  - la liste des articles dont le titre commence par ce prénom
  - les listes produites par Wikidata : Liste des personnes de prénom « Michaela » — même liste en incluant les éventuels prénoms composés qui contiennent « Michaela ».